# Associazione Calcio Vallemaggia
L'Associazione Calcio Vallemaggia è una società di calcio svizzera del distretto di Vallemaggia. La sua fondazione risale al 29 maggio 1995. Nella stagione 2023-2024 milita in Seconda Lega, il sesto livello del campionato svizzero.

## Storia

### Fusione
Il 29 maggio 1995 l'Associazione Calcio Maggia, l'Associazione Sportiva Centrovalle e l'Associazione Sportiva Avegno si sono fuse per dar vita all'Associazione Calcio Vallemaggia.
L'idea di unire le società calcistiche della valle, che era iniziata a circolare tra gli addetti ai lavori al termine della stagione 1992-1993, sembrava di nuovo allontanarsi visto che il FC Someo, nel mese di febbraio, aveva espresso il proprio disinteresse per proseguire in questa direzione.
Dopo una pausa di riflessione, i comitati di AC Maggia, AS Centrovalle e AS Avegno, hanno ripreso il discorso valutando le possibilità di una fusione a tre. Infatti gli obbiettivi, che si volevano perseguire, erano in pratica raggiungibili nella loro totalità anche con una collaborazione "parziale".
Nel 2008 l'AC Vallemaggia ha disputato i trentaduesimi di coppa, perdendo 5-0 contro il FC Lugano. Nel 2012 ha vinto nei trentaduesimi di coppa contro il Sportclub Bümpliz 78 dopo i supplementari per 3-1. Nei sedicesimi di finale ha perso 6-0 contro i Grasshopper Club Zürich, squadra di Super League. Partita disputata allo stadio del Lido di Locarno, per gentile concessione del Comune.

### Prima della fusione

#### AC Maggia
L'Associazione Calcio Maggia, fondata il primo luglio 1957, è sorta a seguito della precedente società Football Club Maggia (1945-1957),

##### Cronologia
- 1979 - 1984: 7º livello
- 1984 - 1985: 6º livello
- 1985 - 1989: 5º livello
- 1989 - 1994: 4º livello

###### Cronistoria
Il club è stato allenato durante il periodo 1992-1995 da Paul Schönwetter.
- 1990-91: Trentaduesimi di finale Coppa Svizzera
- 1991-92: Secondo turno principale di Coppa Svizzera
- 1992-93: 2. Lega - Perde lo spareggio promozione - Secondo turno principale di Coppa Svizzera
- 1993-94: Primo turno principale di Coppa Svizzera
- 1994-95: Secondo turno principale di Coppa Svizzera

#### AS Centrovalle
L'associazione Sportiva Centrovalle, fondata nel 1980, nasce a seguito della fusione dei club Sport Club Cevio (1966-1980) e Associazione Sportiva Cristallina di Gordevio (1954-1980).

##### Cronologia
- 1980 - 1989: 7º livello
- 1989 - 1991: 8º livello
- 1991 - 1994: 7º livello

#### AS Avegno
L'associazione Sportiva Avegno è stata fondata nel 1955.

##### Cronologia
- 1979 - 1980: 6º livello
- 1980 - 1981: 7º livello
- 1981 - 1988: 6º livello
- 1988 - 1989: 7º livello
- 1989 - 1994: 8º livello

#### Altre società
Altre società, presenti nel territorio, non hanno aderito ai vari progetti: Football Club Concordia di Aurigeno (1962-?), Football Club Moghegno (1957-?) e Football Club Someo (1945).

## Cronologia
- 1995 - 2002: 4º livello
- 2002 - 2008: 5º livello
- 2008 - 2011: 6º livello
- 2011 - 2012: 5º livello
- 2012 - : 6º livello

## Stadio
Il Vallemaggia gioca le partite casalinghe al Campo La Pineta. Costruito nel 1978 non presenta tribune, ma spalti fabbricati con moloni con una capienza di 800 persone. Le dimensioni del terreno di gioco sono di 100 per 60 m.
Durante la partita di Coppa Svizzera del 21 settembre 2008 contro l'FC Lugano vi è stato un afflusso di 1'200 spettatori. 

## Organico

### Rosa 2019-2020
Aggiornata ad gennaio 2020
| N. |                     | Ruolo | Calciatore         |
| -- | ------------------- | ----- | ------------------ |
| -  | Svizzera (bandiera) | C     | Fabian Sartori     |
| 4  | Svizzera (bandiera) | D     | Andrea Trapletti   |
| -  | Svizzera (bandiera) | C     | Mattias Rota       |
| 18 | Svizzera (bandiera) | D     | Alessio Randazzo   |
| 9  | Svizzera (bandiera) | A     | William Pozzi      |
| -  | Svizzera (bandiera) | A     | Alan Poncini       |
| 5  | Italia (bandiera)   | D     | Fabio Pioletti     |
| 8  | Svizzera (bandiera) | D     | Marco Mattei       |
|    | Svizzera (bandiera) | P     | Nico Cattori       |
| 14 | Svizzera (bandiera) | C     | Andrea Canonica    |
| 1  | Svizzera (bandiera) | P     | Samuele Quanchi    |
| -  | Svizzera (bandiera) | C     | Branimir Bilinovac |

| N. |                     | Ruolo | Calciatore           |
| -- | ------------------- | ----- | -------------------- |
| 21 | Italia (bandiera)   | P     | Gianluca Trisconi    |
| 2  | Italia (bandiera)   | D     | Matteo Baffarri      |
| 20 | Svizzera (bandiera) | D     | Robert Gogov         |
| 3  | Nigeria (bandiera)  | D     | Jonathan Nyamekeh    |
| 15 | Svizzera (bandiera) | C     | Simon Beckmann       |
| 12 | Svizzera (bandiera) | A     | Andrea Fornera       |
| 7  | Italia (bandiera)   | C     | Marco Saltalamacchia |
| 10 | Svizzera (bandiera) | C     | Igor Siegrist (C)    |
| 19 | Svizzera (bandiera) | C     | Marco Zivanovic      |
| 16 | Italia (bandiera)   | A     | Mattia Guntri        |
| 17 | Svizzera (bandiera) | A     | Mattia Beretta       |
| 11 | Svizzera (bandiera) | C     | Andrea Zamaroni      |

### Staff tecnico
Aggiornato a maggio 2023.
| Allenatore:                    | Marco Ruberto |
| Assistenti allenatore:         | Eros Pozzi    |
| Preparatori portieri/atletico: | Erich Stöckli |
| Massaggiatore:                 | Loris Duratti |
| Responsabile materiale:        | Dennis Renda  |

## Giocatori celebri
Di seguito i giocatori che durante la carriera hanno disputato gare nella Divisione Nazionale:
- 1996-97:  Claudio Rossini (1987-88  Bellinzona - 2006-07  Locarno)
- 1992-04:  Remy Frigomosca (2004-10  Locarno)
- 2006-11:  Andrea Rotanzi (1997-98  Locarno - 1998-99  Sion - 1999-03  Young Boys - 2003-04  Yverdon - 2004-05  Bulle - 2005-06  Bellinzona)
- 2006-11 e 2014-15:  Lavdat Bajrami (2006  La Chaux-de-Fonds)
- 2008-09:  Jonathan Frizzi (1987-94  Locarno)
- 2008-10:  Carmelo Staropoli (2006-07  Bellinzona)
- 2010 e 2011-13: Kevin Pollini (2006-07  Bellinzona - 2007-10  Locarno)
- 2015-16:  Marco Monterosso (2005-06 e 2006-08  Locarno)

## Allenatori e presidenti

### Allenatori
- 1994-95:  Paul Schönwetter
- 1995-96:  Toni Chiandussi
- 1998-02:  Davide Morandi
- 2007-08:  Omar Ferro
- 2008-10:  Stefano Pierantoni
- 2010-14:  Alessandro Agostino
- 2014-15:  Graziano Santini
- 2015-16:  Francesco Fornera
- 2015-16:  Angelo di Federico
- 2015-16:  Sergio Gubbi e  Sebastian Malisia (ad interim)
- 2015-16:  Francesco Fornera
- 2016- :  Nathan Schiavon
- 2018- :   Marco Ruberto
- 2018-19:  Patrick Donghi

### Presidenti
- 1995-00:  Fiorenzo Quanchi
- 2000-12:  Angelo Tabacchi
- 2012-13:  Gabriele Jelmolini
- 2013-21 :  Andrea Sartori
- 2021-:  Omar Sandrini

## Palmarès
- Seconda Lega: 1

2000-01
- Coppa Ticino: 2

2007-08, 2011-12
- Coppa Ticino: 1 secondo posto

2005-05
- Supercoppa Ticino: 1

2000-01
- Supercoppa Ticino: 2 secondi posti

2007-08, 2011-12